# Padec upornih angelov (Bruegel)
Padec upornih angelov je umetniški izdelek v olju na tabli, ki ga je leta 1562 naslikal nizozemski renesančni umetnik Pieter Bruegel starejši. Slika je velika 117 cm x 162 cm  in je trenutno v Kraljevih muzejih likovnih umetnosti v Bruslju. Slika prikazuje Luciferja skupaj z drugimi padlimi angeli, ki so bili pregnani iz nebes. Angeli padajo s sonca zloženi skupaj z brezbožnimi bitji, ki jih je ustvaril Bruegel. Ta Brueglova slika je bila prej pripisana Hieronymusu Boschu. Na Bruegla so vplivali različni umetniki, kot so Albrecht Dürer, Frans Floris in Hieronymus Bosch. Ideje za ustvarjanje svojih bitij je dobil tudi v svojih prejšnjih delih, Poslednja sodba in Nora Meg (Dulle Griet). Slika je še danes pomembna v popularni kulturi.

## Opis
Brueglova upodobitev Luciferja, ki je padel s svojimi padlimi angeli, je bila leta 1562 naslikana iz odlomka iz Knjige razodetja (Raz 12,2-9) in razkriva umetnikov globok dolg do Hieronymusa Boscha. To je prikazano skozi groteskne, grde ali izkrivljene figure, poslikane kot pol-človeška in pol-apokaliptična bitja.
Lucifer je bil zasnovan kot popoln angel. Padel je z neba zaradi ponosa in upora proti božjemu načrtu, ki naj bi imenoval Jezusa za rešitelja ljudi. Lucifer je prisilil tretjino angelov, naj sledijo njegovemu uporu in pomagajo pri imenovanju novega 'Boga'. Greh ponosa je povzročil padec Luciferja in njegovih spremljevalcev in povzročil 'vojno v nebesih'. Nadangel Mihael je dobil dolžnost pregnati Luciferja in padle angele iz nebes. Konflikt dobrega in zla ter pregrehami in kreposti se v Brueglovem delu nenehno ponavljajo.
Kompoziciji z osrednjo figuro, postavljeno med številne manjše figure, je bil v tem času naklonjen Bruegel. To ni prikazano samo skozi Padec upornih angelov, temveč tudi skozi umetniške predmete, kot je Dulle Griet in v seriji gravur Pregrehe in Vrline, dokončane za antwerpenškega založnika Hieronymusa Cocka. 
Slika je razcepljena pokrajina, pri čemer so zgornji del nebesa, spodnji pa predstavlja pekel. Nebesa ponazarjajo svetlo modra, živahne barve in obkrožena z letečimi angeli, medtem ko je pekel veliko temnejši od nebes. To ponazori s temnimi toni in demonskimi bitji, da določi razliko med obema. Ves prostor je zapolnjen in malo je prisotnega praznega prostora.

### Figure
V tej umetnini je naslikanih veliko figur. Osrednja figura je nadangel Mihael, upodobljen z mečem. Zmagal je, ko je premagal padle angele in demonska bitja.Nad nadangelom so figure, ki prihajajo iz luknje na nebu, ki je sonce. Figure predstavljajo Luciferja, padle angele in demonska bitja. Poleg deformiranih in mutiranih figur je tudi veliko eksotičnih živali. Na obeh straneh nadangela Mihaela sta še dve ugledni figuri, ki sta oblečeni v povsem belo, da sta v nasprotju s temnimi barvami pod njimi.  To so dobri angeli, ki pomagajo v boju proti uporniim angelom. V zgornjem delu na obeh vogalih so angelski glasbeniki, ki igrajo na svoje inštrumente, kot da je vojna med dobrim in zlom že odigrana. Igranje na trobento napoveduje uspešen triumf.

## Pripis
Ker na sliki niso našli podpisa, jo je Kraljevi muzej likovnih umetnosti najprej podedoval z mislijo, da je umetnik slike Hieronymus Bosch. Podpis je bil najden pod okvirjem leta 1900, na njem pa ime Pieter Bruegel. S to ugotovitvijo so domnevali, da je slika prišla od Pietera mlajšega. Kasneje, po iskanju datuma na sliki, je bilo pojasnjeno, da umetnik ni Pieter mlajši, ampak Pieter Bruegel starejši. 

## Vplivi
Bruegel je imel več navdihov za nastanek Padca upornih angelov, med drugim Albrecht Dürer, Frans Floris, Hieronymus Bosch in pretekla dela samega Bruegla. Dürerjeva serija lesorezov Apokalipse, natančneje Sv Mihael v boju z zmajem, naj bi omogočila vpogled v položaj nadangela Mihaela kot osrednje figure, ki stoji na zmaju z mečem na zmajevem telesu. Frans Floris je ustvaril svoj Padec upornih angelov, sestavljen iz pošastnih glav na človeških golih telesih, kar je zahtevalo primerjavo med njegovim in Bruegelovim delom. Bruegel je naredil svoje podobe z isto pošastno komponento različnih glav na različnih figurah. Hieronymus Bosch je bil glavni vpliv na Bruegelovo delo. Boschov triptih Vrt zemeljskih naslad prikazuje hibridna bitja in raziskuje idejo pregreh in vrlin ter dobrega in zlega. Hibridna bitja so upodobljena na skrajni desni strani triptiha s peklensko temno kuliso. Boscheva Poslednja sodba je tudi vplivala na Bruegelovo delo. Na skrajnem levem delu triptiha ima Bosch svojo različico padlih upornih angelov, ki padajo z neba. Bruegel povečuje sceno, glavna tema pa je tema padlih angelov. Konec koncev je bil Bruegel zaradi podobnih tehnik in konceptov, ki so jih uporabljali, znan kot 'drugi Bosch' ali 'imitator' Boscha. Tako Bosch kot Bruegel sta najprej risala s čopičem, nato nanesla tanko plast pigmenta in kasneje še naprej dodajala sloje. Njune tehnike so bile tako podobne, da je bilo v mnogih primerih težko ločiti, kdo je naslikal sliko. Rivalstvo Boscha in Bruegla je bilo očitno, še posebej, ko se je Bruegel udeležil tekmovanj v Antwerpnu proti Boschu. Risba, ki jo je Bruegel naredil leta 1558, Poslednja sodba, je bila vir angelskim glasbenikom v Padcu upornih angelov. Angelski liki s trobentami na tej sliki naj bi bili bratje in sestre angelov na risbi. Brueglova Mad Meg (Dulle Griet) je bila ustvarjena istega leta z enakim konceptom popačenih peklenskih figur. Proti dnu je riba s človeško nogo, ki izhaja iz nje, kar je podobno figuri s človeško glavo na telesu živali v Padcu upornih angelov. 

## V popularni kulturi
Brueglova slika je v popularni kulturi zastopana tako v glasbi kot v modi.
Reprodukcija slike se pojavi na začetku glasbenega videa Blood, Sweat & Tears skupine K-Pop BTS. Fant je uporabil sliko na začetku glasbenega videa. Vidimo enega od članov skupine K-pop, ki se sprehaja po muzeju in se ustavi in strmi v Brueglovo sliko Padec uporniških angelov na steni.
Slika je bila predstavljena tudi v sodelovanju med Supreme in Undercover, japonsko blagovno znamko oblačil Juna Takahashija. Kolekcija, ki je izšla v sezoni jesen / zima 2016, je predstavljala sliko na suknjiču in nalepki.

## Galerija detajlov
- Details
- Dobri angel v boju z uporniki
- Padli angeli
- Dobri angel v boju z uporniki
- Pošastni demoni
- Nadangel Mihael
- Angelski glasbeniki
- Polčloveške in polživalske pošasti